# (27183) 1999 CF4
(27183) 1999 CF4  es un asteroide perteneciente al cinturón de asteroides, descubierto el 10 de febrero de 1999 por Frank B. Zoltowski desde el Observatorio de Woomera, en Australia.

## Designación y nombre
Designado inicialmente como 1999 CF4.

## Características orbitales
(27183) 1999 CF4 orbita a una distancia media del Sol de 2,599 ua, pudiendo acercarse hasta 2,420 ua y alejarse hasta 2,777 ua. Tiene una excentricidad de 0,069 y una inclinación orbital de 12,857° grados. Emplea en completar una órbita alrededor del Sol 1530,27 días.

## Características físicas
Su magnitud absoluta es 14,57. Tiene 7,284 km de diámetro. Su albedo se estima en 0,070.